# František Xaver Josef Beneš
František Xaver Beneš, též Franz Benesch nebo František Josef Beneš (6. srpna 1816 Český Dub – 20. května 1888 Praha) byl český hospodář, archeolog a konzervátor historických památek.

## Život a dílo
Narodil se v rodině písaře okresního úřadu (Oberamt Schreiber) Josefa Beneše a matky Anny, rozené Laubrové.
Studoval výhradně na německých školách, a proto měl později obtíže s českým pravopisem, i když češtinu zjevně ovládl. Chodil do hlavní obecné školy v Plzni, potom pokračoval na gymnáziu a před rokem 1837 studoval chemii na Polytechnickém institutu v Praze.
Roku 1837 nastoupil do práce jako hospodář cukrovaru v Dobrovici. O dva roky později přešel do cukrovaru v Suchdole u Kutné Hory, přitom měl možnost na stážích poznat výrobu cukru i v dalších závodech na Moravě i v Německu. Postupně se vypracoval na pozici ředitele. V letech 1854 – 57 byl ředitelem cukrovaru Trmice.
Již od mládí se zajímal o historii a archeologii. K jeho učitelům patřili Anton Müller a Josef Jungmann, v pozdějších letech i Jan Erazim Vocel. První článek, o historii vinařství v Čechách, uveřejnil roku 1836 v lužickém časopise Opora. Dále se zabýval historií pěstování moruše. Za sepsání dějin města Mimoně v roce 1845 dostal tamní čestné občanství. Roku 1854 byl jmenován konzervátorem kraje čáslavského. Roku 1857, po přestěhování do Prahy, jej úřady vyslaly na stáž do Itálie, aby se seznámil se starořímskými vykopávkami. Poté se zapojil do památkové péče v Čechách. Zajistil kvalitní rekonstrukci kostela v Sedlci, chrámu svaté Barbory v Kutné Hoře, Týnského chrámu a Prašné brány. Podílel se i na obnově Baziliky svatého Jiří. Podílel se na edici Heberových Hradů v Čechách (Burgen Böhmens).
Od roku 1866 působil jako člen Jednoty svatovítské (mj. uspořádal výstavu klenotů Svatovítského pokladu), od roku 1872 byl jako nástupce J. E. Vocela konzervátorem měst pražských. V letech 1868-1879 byl polu s Antonínem Baumem kustodem archeologické sbírky Národního muzea. Byl také známým znalcem genealogie a heraldiky. Jeho články se pravidelně objevovaly v časopisech Památky archeologické, Lumír a v Časopise českého musea.
Současníci pokládali Beneše za nejaktivnějšího konzervátora po profesoru Vocelovi. Veřejnost a publicisté si vážili jeho přínosu pro zachování a obnovu kulturních památek v Čechách.. Kuratorium Národního muzea však muselo uznat, že Beneš umožnil či spoluzavinil krádeže sbírkových předmětů z expozice, a proto byl roku 1879 propuštěn

### Rodinný život
František Beneš zemřel svobodný.

### Ocenění
Roku 1886 byl císařem oceněn zlatým záslužným křížem.